# Neivamyrmex sulcatus
Neivamyrmex sulcatus é uma espécie de formiga do gênero Neivamyrmex.